# Union des compositeurs grecs
L'Union des compositeurs grecs (en grec moderne : Ένωση Eλλήνων Mουσουργών) a été fondée à Athènes le 12 février 1931 au Conservatoire national de Grèce afin de promouvoir la création musicale hellénique et d'apporter un soutien moral et matériel aux compositeurs grecs.
Les membres fondateurs étaient au nombre de vingt, parmi lesquels quatre d'entre eux ont dû jouer un rôle important, car ils apparaissent sur les clichés immortalisant l'événement : Manólis Kalomíris, Dimitri Mitropoulos, Emile Riadis et Mários Várvoglis.